# Krétský stát
Krétský stát (řecky: Κρητική Πολιτεία) byl ustanoven v roce 1898 po zásahu mocností Velké Británie, Francie, Itálie, Rakousko-Uherska a Ruska na ostrově Kréta. Krétský stát tak získal postavení autonomního státu v rámci Osmanské říše. V roce 1913 se ostrov definitivně stal součástí Řecka.

## Obyvatelstvo
Celková populace v roce 1911 čítala 336 151. 307 812 obyvatel se hlásilo ke křesťanství, 27 852 k islámu a 487 k judaismu.